# Mutter mit zwei Kindern

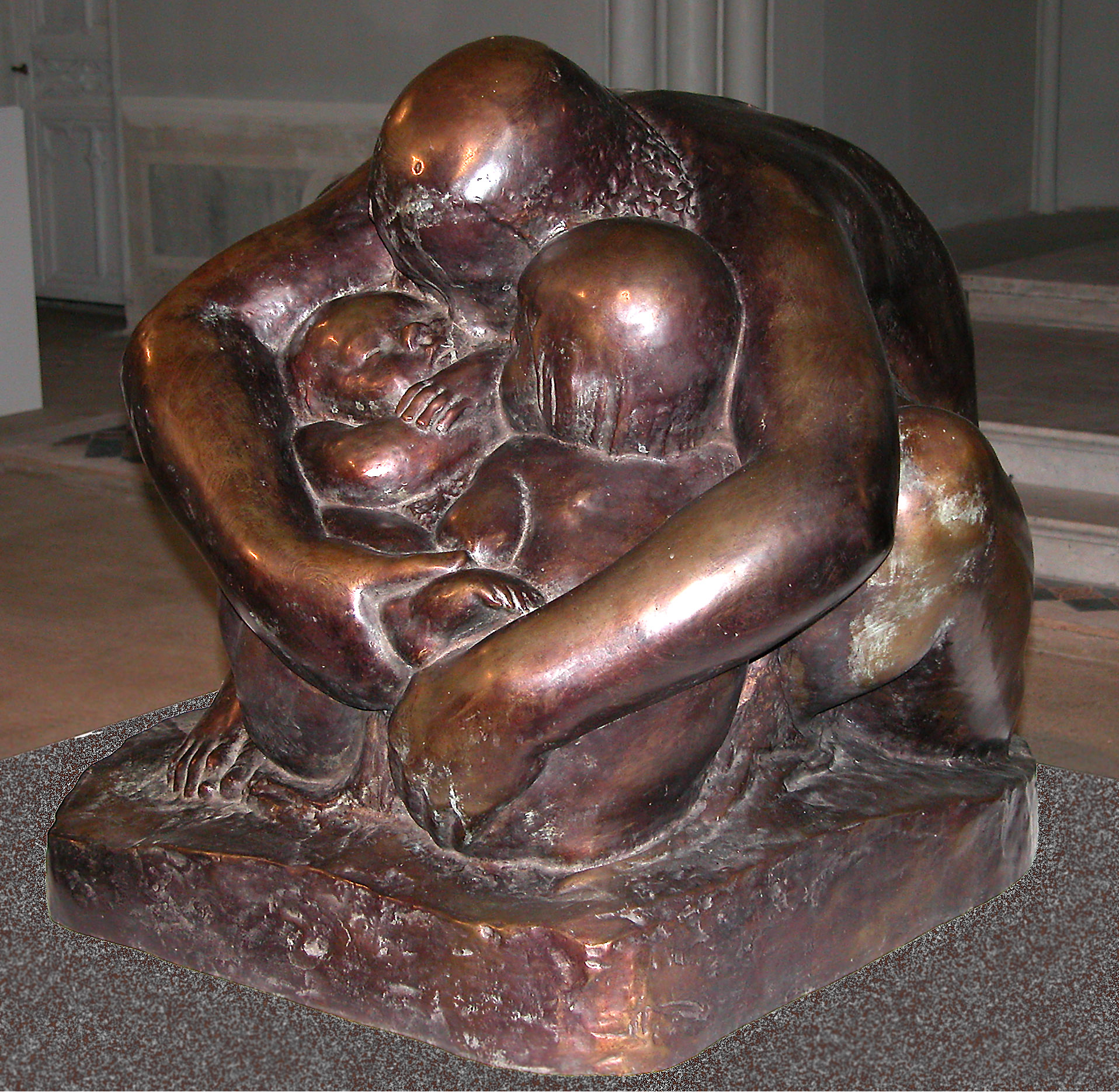
Bronze

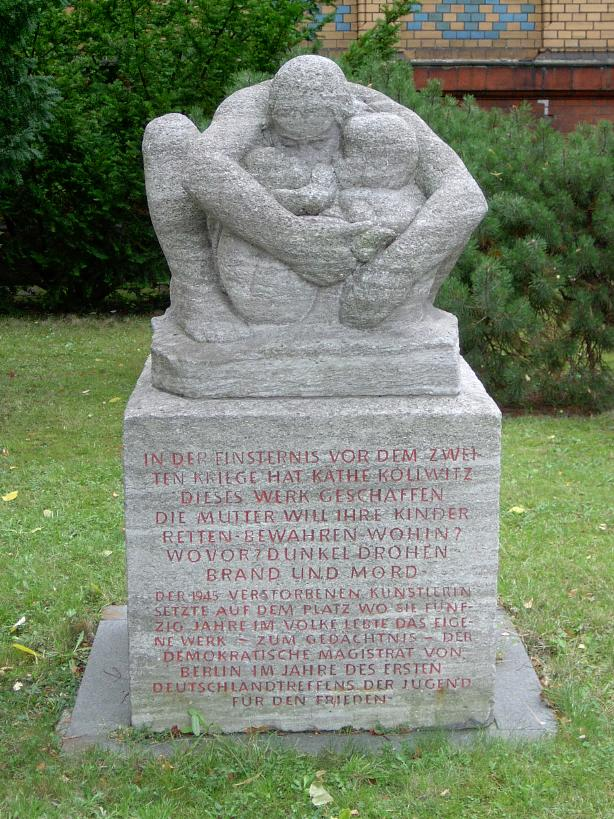
Muschelkalk

Mutter mit zwei Kindern ist eine Plastik der Künstlerin Käthe Kollwitz (1867–1945).
Kollwitz beschäftigte sich ab 1910 mit dem Mutter-Kind-Thema. 1936 wurde die Plastik nach vier Jahren Arbeit fertiggestellt. Das Original in Bronze steht im Käthe Kollwitz Museum Köln. 1997, zum 120. Geburtstag von Kollwitz, wurde eine steinerne Kopie der Plastik auf dem Gelände des Bezirksamtes Berlin-Prenzlauer Berg, aufgestellt, wo das ehemalige Wohnhaus der Familie Kollwitz stand.

## Geschichte
Am Anfang plante Kollwitz die Skulptur als Mutterfigur mit nur einem Kind. Nach der Geburt ihrer Zwillingsenkeltöchter fügte sie ein zweites Kind hinzu. Die drei Aktfiguren repräsentieren die Mutterliebe, aber auch die allbekannte Angst vor dem Verlust der Kinder. Kollwitz verlor einen Sohn im Ersten Weltkrieg, darum waren die Themen Mutterliebe und Verlust für die Künstlerin zentral. Die Aufstellung der Plastik verdeutlicht, dass „die Erinnerungskultur das Leben der Künstlerin eng mit der deutschen Geschichte verbunden hat“.
Im April 1926 arbeitete Kollwitz an der kleinen Fassung der Mutter mit Zwillingen [nicht erhalten], bis August 1932 zog sich der Aufbau der großen Gipsfassung hin. 1936 ließ sie die Gruppe in Zement ausdrücken und vom 9. April 1937 bis 11. Mai 1937 führte der Steinmetz Geiseler die Gruppe in Muschelkalk aus, die vom Hamburger Bildhauer Friedrich Bursch und seinem Steinmetz überarbeitet wurde. Nach dem Krieg erstellte Fritz Diederich nach einem unvollkommenen Gipsmodell und photographischen Reproduktionen eine Replik in Muschelkalk, die 1950 auf dem Kollwitzplatz aufgestellt wurde. Ein weiteres Gipsmodell wurde 1957 vom Restaurator Fritz Ehinger nach dem Originalgips erstellt und davon ein erster Bronzeguss 1958 für die Stadt Krefeld von der Düsseldorfer Kunstgießerei Schmäke. Weitere Bronzegüsse erfolgten durch die Berliner Kunstgießerei Noack.